# Sân vận động Cicero
Sân vận động Cicero là một sân vận động đa năng ở Asmara, Eritrea. Với sức chứa 6.000 người, hiện tại sân được sử dụng chủ yếu cho các trận đấu bóng đá.

## Lịch sử
Sân vận động được xây dựng vào năm 1938 trong thời kỳ Ý chiếm đóng bởi doanh nhân người Ý Francesco Cicero. Sau đó, sân đã được sử dụng bởi GS Asmara, đội chiến thắng của giải vô địch bóng đá đầu tiên ở Eritrea với Luciano Vassalo sinh ra ở Asmara.
Sân vận động đã tổ chức một số trận đấu trong Cúp bóng đá châu Phi 1968. Ngày nay, Sân vận động Cicero được đội tuyển bóng đá quốc gia Eritrea sử dụng cho các trận đấu vòng loại tại World Cup, CAN, CECAFA Cup và COMESA Cup. Red Sea FC, Adulis Club, Hintsa FC và Edaga Hamus cũng tổ chức các trận đấu cấp câu lạc bộ của họ trên sân vận động.
Vào năm 2005, sân vận động đã nhận được mặt sân cỏ nhân tạo thế hệ thứ 3, thử nghiệm thực địa One Star từ chương trình phát triển "Mục tiêu" của FIFA.